# Greater Hudson Store
Le Greater Hudson Store était un gratte-ciel de Détroit, construit en 1911. Il a été détruit en 1998. Il atteignait 125 mètres de hauteur.